# Wereldkampioenschappen kunstschaatsen 1971
De Wereldkampioenschappen kunstschaatsen 1971 werden gevormd door vier toernooien die door de Internationale Schaatsunie werden georganiseerd.
Het WK evenement van 1971 vond van 23 tot en met 28 februari plaats in Lyon, Frankrijk. Het was de eerste keer dat de Wereldkampioenschappen kunstschaatsen in Lyon plaatsvonden en voor de vijfde keer in Frankrijk. Voor Lyon was de hoofdstad Parijs vier keer gaststad (1936, 1949, 1952 en 1958)
Voor de mannen was het de 61e editie, voor de vrouwen de 51e editie, voor de paren de 49e editie, en voor de ijsdansers de negentiende editie.

## Deelname
Er namen deelnemers uit zestien landen deel aan deze kampioenschappen. Zij vulden 81 startplaatsen in.
(Tussen haakjes het totaal aantal startplaatsen over de disciplines.)
| Verenigde Staten (12) Sovjet-Unie (9) Verenigd Koninkrijk (8) West-Duitsland (7) | Canada (6) Frankrijk (6) Duitse Democratische Republiek (5) Oostenrijk (5) | Tsjecho-Slowakije (5) Italië (4) Zwitserland (4) Japan (3) | Polen (3) Hongarije (2) Roemenië (1) Zweden (1) |

## Medailleverdeling
Bij de mannen werd Ondrej Nepala de 23e wereldkampioen en de eerste Tsjechoslowaak die de wereldtitel bij de mannen behaalde. Voor hem hadden Alena Vrzáňová (1949, 1950) bij de vrouwen en het ijsdanspaar Eva Romanová / Pavel Roman (1962-1965) Tsjechoslowakije eerder wereldtitels bezorgd. Het was voor Nepala zijn derde WK medaille, in 1969 en 1970 werd hij tweede.
Ook de Fransman Patrick Péra veroverde zijn derde WK medaille, in 1968 en 1969 werd hij derde en dit jaar tweede. Sergej Tsjetveroechin veroverde met de bronzen medaille de eerste WK medaille bij de mannen voor de Sovjet-Unie.
Bij de vrouwen werd Beatrix Schuba de negentiende wereldkampioene bij de vrouwen en de tweede Oostenrijkse. Ze trad daarmee in de voetsporen van Herma Szabo die de wereldtitel van 1922-1926 vijf opeenvolgende jaren veroverde. Het was voor Schuba haar derde medaille, in 1969 en 1970 werd ze tweede. De Amerikaanse Julie Lynn Holmes stond voor de tweede keer op het erepodium, in 1970 werd zij derde en dit jaar tweede. Op plaats drie stond de Canadese Karen Magnussen stond voor de eerste maal op het podium.
Bij het paarrijden veroverde het Sovjetpaar Irina Rodnina / Aleksej Oelanov voor het derde opeenvolgende jaar de wereldtitel. Hun landgenoten Ljoedmila Smirnova / Andrej Soerajkin werden evenals in 1970 tweede. Op plaats drie stond het Amerikaanse paar Alicia Jo Starbuck / Kenneth Shelley voor het eerst op het podium.
Bij het ijsdansen prolongeerde het Sovjetpaar Ljoedmila Potsjomova / Alexandr Gorstsjkov de wereldtitel, het was hun derde medaille, in 1969 werden ze tweede. De nummers twee en drie van 1970 ruilden dit jaar van positie. Het (West-)Duitse paar Angelika Buck / Erich Buck stonden voor de tweede keer op het podium, in 1970 werden zij derde, dit jaar tweede. Het Amerikaanse paar Judy Schwomeyer / James Sladky, stonden dit jaar evenals in 1969 op de derde plaats, in 1970 waren ze tweede.
| Discipline | Goud                                       | Zilver                                | Brons                                |
| ---------- | ------------------------------------------ | ------------------------------------- | ------------------------------------ |
| Mannen     | Ondrej Nepala                              | Patrick Péra                          | Sergej Tsjetveroechin                |
| Vrouwen    | Beatrix Schuba                             | Julie Lynn Holmes                     | Karen Magnussen                      |
| Paren      | Irina Rodnina / Aleksej Oelanov            | Ljoedmila Smirnova / Andrej Soerajkin | Alicia Jo Starbuck / Kenneth Shelley |
| IJsdansen  | Ljoedmila Potsjomova / Alexandr Gorstsjkov | Angelika Buck / Erich Buck            | Judy Schwomeyer / James Sladky       |

## Uitslagen
kk = korte/verplichte kür, vk = vrije/lange kür, pc/9 = plaatsingcijfer bij negen juryleden, t.z.t. = trok zich terug
| #      | naam (deelname)           | land                                    | kk | vk | pc/9  |
| ------ | ------------------------- | --------------------------------------- | -- | -- | ----- |
| Goud   | Ondrej Nepala (8)         | Vlag van Tsjecho-Slowakije              | 1  | 1  | 12    |
| Zilver | Patrick Péra (8)          | Vlag van Frankrijk                      | 2  | 3  | 18    |
| Brons  | Sergej Tsjetveroechin (6) | Vlag van Sovjet-Unie                    | 3  | 8  | 34    |
| 4      | Jan Hoffmann (2)          | Vlag van Duitse Democratische Republiek | 4  | 2  | 34    |
| 5      | John Misha Petkevich (3)  | Vlag van Verenigde Staten               | 5  | 4  | 44    |
| 6      | Haig Oundjian (3)         | Vlag van Verenigd Koninkrijk            | 6  | 7  | 58    |
| 7      | Joeri Ovtsjinnikov (2)    | Vlag van Sovjet-Unie                    | 7  | 9  | 70    |
| 8      | Kenneth Shelley (4)       | Vlag van Verenigde Staten               | 9  | 5  | 66    |
| 9      | Gordon McKellen           | Vlag van Verenigde Staten               | 11 | 10 | 89    |
| 10     | Didier Gailhauguet        | Vlag van Frankrijk                      | 10 | 11 | 89    |
| 11     | Toller Cranston (2)       | Vlag van Canada                         | 15 | 6  | 90    |
| 12     | Günter Anderl (6)         | Vlag van Oostenrijk                     | 8  | 14 | 115   |
| 13     | Jacques Mrozek (3)        | Vlag van Frankrijk                      | 14 | 11 | 117   |
| 14     | John Curry                | Vlag van Verenigd Koninkrijk            | 13 | 13 | 116   |
| 15     | Daniel Höner (4)          | Vlag van Zwitserland                    | 12 | 16 | 137   |
| 16     | Jozef Zidek (2)           | Vlag van Tsjecho-Slowakije              | 18 | 15 | 148   |
| 17     | Zdenek Pazdirek (2)       | Vlag van Tsjecho-Slowakije              | 17 | 19 | 155   |
| 18     | Stefano Bargauan          | Vlag van Italië                         | 16 | 18 | 157.5 |
| 19     | Klaus Grimmelt (3)        | Vlag van Bondsrepubliek Duitsland       | 21 | 17 | 167.5 |
| 20     | Yutaka Higuchi (2)        | Vlag van Japan                          | 19 | 20 | 180   |
| 21     | Gheorghe Fazekas          | Vlag van Roemenië (1965-1989)           | 20 | 21 | 186   |

| #      | naam (deelname)        | land                                    | kk | vk | pc/9 |
| ------ | ---------------------- | --------------------------------------- | -- | -- | ---- |
| Goud   | Beatrix Schuba (5)     | Vlag van Oostenrijk                     | 1  | 7  | 10   |
| Zilver | Julie Lynn Holmes (3)  | Vlag van Verenigde Staten               | 2  | 5  | 24.5 |
| Brons  | Karen Magnussen (4)    | Vlag van Canada                         | 4  | 2  | 27   |
| 4      | Janet Lynn (4)         | Vlag van Verenigde Staten               | 5  | 1  | 34   |
| 5      | Rita Trapanese (4)     | Vlag van Italië                         | 3  | 8  | 47.5 |
| 6      | Sonja Morgenstern (4)  | Vlag van Duitse Democratische Republiek | 9  | 3  | 52   |
| 7      | Zsuzsa Almássy (6)     | Vlag van Hongarije                      | 6  | 4  | 57   |
| 8      | Charlotte Walter (5)   | Vlag van Zwitserland                    | 8  | 14 | 86   |
| 9      | Christine Errath       | Vlag van Duitse Democratische Republiek | 13 | 6  | 83   |
| 10     | Suna Murray            | Vlag van Verenigde Staten               | 14 | 9  | 91   |
| 11     | Jelena Alexandrova (2) | Vlag van Sovjet-Unie                    | 10 | 13 | 103  |
| 12     | Patricia Ann Dodd (4)  | Vlag van Verenigd Koninkrijk            | 7  | 16 | 100  |
| 13     | Kazumi Yamashita (4)   | Vlag van Japan                          | 12 | 11 | 116  |
| 14     | Ludmila Bezáková       | Vlag van Tsjecho-Slowakije              | 11 | 15 | 122  |
| 15     | Jean Scott             | Vlag van Verenigd Koninkrijk            | 15 | 10 | 132  |
| 16     | Diane Hall             | Vlag van Canada                         | 19 | 12 | 132  |
| 17     | Anita Johansson        | Vlag van Zweden                         | 16 | 18 | 145  |
| 18     | Judith Bayer (2)       | Vlag van Bondsrepubliek Duitsland       | 20 | 17 | 159  |
| 19     | Ruth Hutchinson        | Vlag van Canada                         | 17 | 20 | 168  |
| 20     | Sonja Balun            | Vlag van Oostenrijk                     | 22 | 19 | 177  |
| 21     | Joëlle Cartaux         | Vlag van Frankrijk                      | 18 | 22 | 188  |
| 22     | Cinzia Frosio          | Vlag van Italië                         | 21 | 21 | 197  |

| #      | naam (deelname)                                 | land                                    | kk | vk     | pc/9 |
| ------ | ----------------------------------------------- | --------------------------------------- | -- | ------ | ---- |
| Goud   | Irina Rodnina (3) Aleksej Oelanov (3)           | Vlag van Sovjet-Unie                    | 1  | 2      | 11   |
| Zilver | Ljoedmila Smirnova (2) Andrej Soerajkin (2)     | Vlag van Sovjet-Unie                    | 2  | 1      | 17   |
| Brons  | Alicia Jo Starbuck (4) Kenneth Shelley (4)      | Vlag van Verenigde Staten               | 3  | 3      | 29   |
| 4      | Manuela Groß (2) Uwe Kagelmann (2)              | Vlag van Duitse Democratische Republiek | 4  | 4      | 37   |
| 5      | Almut Lehmann (2) Herbert Wiesinger (2)         | Vlag van Bondsrepubliek Duitsland       | 5  | 5      | 48   |
| 6      | Melissa Militano (3) Mark Militano (3)          | Vlag van Verenigde Staten               | 6  | 6      | 56   |
| 7      | Annett Kansy Axel Saltzmann                     | Vlag van Duitse Democratische Republiek | 8  | 7      | 62   |
| 8      | Galina Karelina (2) Georgi Proskoerin (2)       | Vlag van Sovjet-Unie                    | 6  | 8      | 76   |
| 9      | Sandra Bezic (2) Val Bezic (2)                  | Vlag van Canada                         | 9  | 9      | 80   |
| 10     | Grażyna Osmańska Adam Brodecki                  | Vlag van Polen (1928-1980)              | 11 | 10     | 88   |
| 11     | Barbara Brown Douglas Berndt                    | Vlag van Verenigde Staten               | 12 | 11     | 98   |
| 12     | Brunhilde Bassler (3) Eberhard Rausch (3)       | Vlag van Bondsrepubliek Duitsland       | 10 | 12     | 104  |
| 13     | Linda Connolly Colin Taylforth                  | Vlag van Verenigd Koninkrijk            | 13 | 13     | 118  |
| 14     | Florence Cahn Jean-Roland Racle                 | Vlag van Frankrijk                      | 14 | 14     | 121  |
| 15     | Kotoe Nagasawa (2) Hiroshi Nagakubo (2)         | Vlag van Japan                          | 17 | 15     | 137  |
| 16     | Karin Künzle Christian Künzle                   | Vlag van Zwitserland                    | 18 | 16     | 146  |
| 17     | Teresa Skrzek Piotr Sczypa (4)                  | Vlag van Polen (1928-1980)              | 16 | 17     | 149  |
| -      | Evelyne Scharf-Schneider (4) Wilhelm Bietak (6) | Vlag van Oostenrijk                     | 15 | t.z.t. |      |

| #      | naam (deelname)                                  | land                              | kk | vk | pc/9  |
| ------ | ------------------------------------------------ | --------------------------------- | -- | -- | ----- |
| Goud   | Ljoedmila Potsjomova (6) Alexandr Gorstsjkov (5) | Vlag van Sovjet-Unie              | 1  | 1  | 16    |
| Zilver | Angelika Buck (5) Erich Buck (5)                 | Vlag van Bondsrepubliek Duitsland | 3  | 2  | 21    |
| Brons  | Judy Schwomeyer (5) James Sladky (5)             | Vlag van Verenigde Staten         | 2  | 3  | 20    |
| 4      | Susan Getty (3) Roy Bradshaw (3)                 | Vlag van Verenigd Koninkrijk      | 4  | 4  | 33    |
| 5      | Tatjana Voitiuk (3) Viatsjeslav Tsjigalin (3)    | Vlag van Sovjet-Unie              | 5  | 5  | 47    |
| 6      | Janet Sawbridge (9) Peter Dalby (2)              | Vlag van Verenigd Koninkrijk      | 6  | 7  | 58    |
| 7      | Hilary Green Glyn Watts                          | Vlag van Verenigd Koninkrijk      | 10 | 8  | 71    |
| 8      | Jelena Zjarkova (2) Gennadi Karponossov (2)      | Vlag van Sovjet-Unie              | 7  | 6  | 71    |
| 9      | Anne Millier (2) Harvey Millier III (2)          | Vlag van Verenigde Staten         | 9  | 10 | 80    |
| 10     | Mary Karen Campbell Johnny Johns                 | Vlag van Verenigde Staten         | 8  | 9  | 88    |
| 11     | Louise Lind Barry Soper                          | Vlag van Canada                   | 11 | 11 | 103   |
| 12     | Diana Skotnická (2) Martin Scotnický (2)         | Vlag van Tsjecho-Slowakije        | 13 | 12 | 109.5 |
| 13     | Anne-Claude Wolfers (2) Roland Mars (2)          | Vlag van Frankrijk                | 12 | 13 | 113   |
| 14     | Teresa Weyna (2) Piotr Bojanczyk (2)             | Vlag van Polen (1928-1980)        | 14 | 14 | 117.5 |
| 15     | Ilona Berezc (3) István Sugár (3)                | Vlag van Hongarije                | 15 | 16 | 134   |
| 16     | Matilde Ciccia Lamberto Ceserani                 | Vlag van Italië                   | 16 | 15 | 142   |
| 17     | Tatiana Grossen Alessandro Grossen               | Vlag van Zwitserland              | 17 | 17 | 157   |
| 18     | Astrid Kopp Axel Kopp                            | Vlag van Bondsrepubliek Duitsland | 18 | 18 | 158   |
| 19     | Angelika Wiesner (2) Hans-Jürgen Wiesner (2)     | Vlag van Bondsrepubliek Duitsland | 19 | 20 | 174   |
| 20     | Brigitte Scheijbal (2) Walter Leschetizky        | Vlag van Oostenrijk               | 20 | 19 | 177   |

Medaillewinnaars

Mannen · 
Vrouwen ·
Paren · 
IJsdansen

 Toernooi

1896 · 
1897 · 
1898 · 
1899 · 
1900 · 
1901 · 
1902 · 
1903 · 
1904 · 
1905 · 
1906 · 
1907 · 
1908 · 
1909 · 
1910 · 
1911 · 
1912 · 
1913 · 
1914 · 
1915-1921 · 
1922 · 
1923 · 
1924 · 
1925 · 
1926 · 
1927 · 
1928 · 
1929 · 
1930 · 
1931 · 
1932 · 
1933 · 
1934 · 
1935 · 
1936 · 
1937 · 
1938 · 
1939 ·
1940-1946 · 
1947 · 
1948 · 
1949 · 
1950 · 
1951 · 
1952 · 
1953 · 
1954 · 
1955 · 
1956 · 
1957 · 
1958 · 
1959 · 
1960 · 
1961 · 
1962 · 
1963 · 
1964 · 
1965 · 
1966 · 
1967 · 
1968 · 
1969 · 
1970 · 
1971 · 
1972 · 
1973 · 
1974 · 
1975 · 
1976 · 
1977 · 
1978 · 
1979 · 
1980 · 
1981 · 
1982 · 
1983 · 
1984 · 
1985 · 
1986 · 
1987 · 
1988 · 
1989 · 
1990 · 
1991 · 
1992 · 
1993 · 
1994 · 
1995 ·
1996 · 
1997 · 
1998 · 
1999 · 
2000 · 
2001 · 
2002 · 
2003 · 
2004 · 
2005 · 
2006 ·
2007 ·
2008 ·
2009 ·
2010 ·
2011 ·
2012 ·
2013 ·
2014 ·
2015 ·
2016 ·
2017 ·
2018 ·
2019 · 
2020 · 
2021 ·
2022 ·
2023 ·
2024

 ISU-kampioenschappen

WK kunstschaatsen junioren ·
EK kunstschaatsen ·
Viercontinentenkampioenschap ·
Olympische Spelen